# جوزيف مارش
جوزيف مارش (بالإنجليزية: Joseph Marsh)‏ هو قاضي ومحامي وسياسي أمريكي، ولد في 12 يناير 1726 في لبانون في الولايات المتحدة، وتوفي في 9 فبراير 1811. انتخب عضو مجلس نواب فيرمونت.